# Cecil Street
Cecil John Charles Street, noto anche con lo pseudonimo di John Rhode e di Miles Burton (Gibilterra, 3 maggio 1884 – Eastbourne, 8 dicembre 1964), è stato uno scrittore britannico di romanzi gialli.

## Biografia
Iniziò la sua carriera militare come ufficiale d'artiglieria nell'esercito britannico. Durante la prima guerra mondiale divenne un propagandista dell'MI7 raggiungendo il grado di maggiore. Dopo l'Armistizio di Compiègne (1918), si occupò della guerra d'indipendenza irlandese muovendosi fra Dublino e Londra come addetto all'informazione del governo inglese in Irlanda. In seguito divenne un prolifico scrittore di romanzi gialli. 
Cecil Street ha prodotto due lunghe serie di romanzi gialli: una con protagonista il Dr. Lancelot Priestley, sebbene sia chiamato Launcelot in The Motor Rally Mystery, perito legale, scritta con lo pseudonimo di John Rhode; l'altra, pubblicata sotto il nome di Miles Burton, con protagonista l'investigatore Desmond Merrion. Oltre ai romanzi del genere mistery (in tutto 140), ha scritto anche libri di argomento politico e storico ed alcune biografie.
Tra i suoi romanzi, I delitti di Praed Street ha avuto una versione cinematografica dal titolo Twelve Good Men ed è stato tradotto in italiano da Federico Riccardi per la casa editrice Polillo (prima edizione nel maggio 2002 e ultima edizione nel febbraio 2011).

## Opere

### Romanzi con il dr. Priestley

#### 1925-1942
- The Paddington Mystery (1925)
- Dr. Priestley's Quest (1926)
- The Ellerby Case (1927)
- The Murders in Praed Street (1928)
  - I delitti di Praed Street, Moneta Editore, Milano 1931[3]
  - I delitti di Praed Street, I Bassotti n. 1, 2002[3]
- Tragedy at the Unicorn (1928) 
  - La tragedia del Liocorno, Moneta Editore, Milano 1931[3]
- The House on Tollard Ridge (1929)
  - La casa sulla collina, Moneta Editore, Milano 1931[3]
- The Davidson Case (1929) (titolo alternativo Murder at Bratton Grange)
- Peril at Cranbury Hall (1930)
- Pinehurst (1930) (titolo alternativo Dr. Priestley Investigates)
  - Il dottor Priestley indaga, I Classici del Giallo Mondadori n. 495, 1986[3]
- Tragedy on the Line (1931)
- The Hanging Woman (1931)
- Mystery at Greycombe Farm (1932) (titolo alternativo The Fire at Greycombe Farm)
- Dead Men at the Folly (1932)
- The Motor Rally Mystery (1933) (titolo alternativo Dr. Priestley Lays a Trap)
- The Claverton Mystery (1933) (titolo alternativo The Claverton Affair)
  - Il mistero di Sir John Claverton, I Classici del Giallo Mondadori n. 1161, 2007[3]
- The Venner Crime (1933)
- The Robthorne Mystery (1934)

- Poison for One (1934)
  - La traccia del veleno, I Classici del Giallo Mondadori n. 1092, 2005[3]
- Shot at Dawn (1934)
- The Corpse in the Car (1935)
- Poison for One (1934)
  - L'amica dei gatti,Supergiallo, Mondadori, N. 7 1939[3]
- Hendon's First Case (1935)
- Mystery at Olympia (1935) (titolo alternativo Murder at the Motor Show)
- Death at Breakfast (1936)
- In Face of the Verdict (1936) (titolo alternativo In the Face of the Verdict)
- Death in the Hop Fields (1937) (titolo alternativo The Harvest Murder)
- Death on the Board (1937) (titolo alternativo Death Sits on the Board)
  - La pietra azzurra, I Libri Gialli Mondadori n. 255, 1941[3]
- Proceed with Caution (1937) (titolo alternativo Body Unidentified)
- Invisible Weapons (1938)
  - La mano invisibile, I Classici del Giallo Mondadori n. 1065, 2005[3]
- The Bloody Tower (1938) (titolo alternativo The Tower of Evil)
- Death Pays a Dividend (1939)
- Death on Sunday (1939) (titolo alternativo The Elm Tree Murder)
- Death on the Boat Train (1940)
- Murder at Lilac Cottage (1940)
- Death at the Helm (1941)
- They Watched by Night (1941) (titolo alternativo Signal For Death)
- The Fourth Bomb (1942)

#### 1943-1961
- Dead on the Track (1943)
- Men Die at Cyprus Lodge (1943)
- Death Invades the Meeting (1944)
- Vegetable Duck (1944) (titolo alternativo Too Many Suspects)
- The Bricklayer's Arms (1945) (titolo alternativo Shadow of a Crime)
- The Lake House (1946) (titolo alternativo Secret of the Lake House)
- Death in Harley Street (1946)
  - Morte in Harley Street, I Bassotti n. 86, 2010[3]
- Nothing But the Truth (1947) (titolo alternativo Experiment in Crime)
- Death of an Author (1947)
- The Paper Bag (1948) (titolo alternativo The Links in the Chain)
- The Telephone Call (1948) (titolo alternativo Shadow of an Alibi)
  - L'ombra di un alibi, I Classici del Giallo Mondadori n. 830, 1998[3]
- Up the Garden Path (1949) (titolo alternativo The Fatal Garden)
- Blackthorn House (1949)
- Family Affairs (1950) (titolo alternativo The Last Suspect)
- The Two Graphs (1950) (titolo alternativo Double Identities)
- The Secret Meeting (1951)
- Dr. Goodwood's Locum (1951) (titolo alternativo The Affair of the Substitute Doctor)

- Death at the Dance (1952)
- Death in Wellington Road (1952)
- Death at the Inn (1953) (titolo alternativo The Case of the Forty Thieves)
- By Registered Post (1953) (titolo alternativo The Mysterious Suspect)
- Death on the Lawn (1954)
- The Dovebury Murders (1954)
- Death of a Godmother (1955) (titolo alternativo Delayed Payment)
- The Domestic Agency (1955) (titolo alternativo Grave Matters)
- An Artist Dies (1956) (titolo alternativo Death of an Artist)
- Open Verdict (1956)
- Death of a Bridegroom (1957)
- Robbery With Violence (1957)
- Death Takes a Partner (1958)
- Licensed For Murder (1958)
- Murder at Derivale (1958)
- Three Cousins Die (1959)
- The Fatal Pool (1960)
- Twice Dead (1960)
- The Vanishing Diary (1961)

### Altri romanzi firmati John Rhode
- A.S.F.: The Story of a Great Conspiracy (1924) (titolo alternativo The White Menace)
- The Double Florin (1924)
- The Alarm (1925)
- Mademoiselle From Armentieres (1927)
- Drop to His Death (1939) (titolo alternativo Fatal Descent), scritto con "Carter Dickson", pseudonimo di John Dickson Carr
  - Discesa fatale, I Classici del Giallo Mondadori n. 611, 1990[3]
  - Discesa fatale, I Bassotti n. 53, 2008[3]
- Night Exercise (1942) (titolo alternativo Dead of the Night)